# Oreolyce dohertyi
Oreolyce dohertyi är en fjärilsart som beskrevs av Robert Christopher Tytler 1915. Oreolyce dohertyi ingår i släktet Oreolyce och familjen juvelvingar. Inga underarter finns listade i Catalogue of Life.

## Bildgalleri

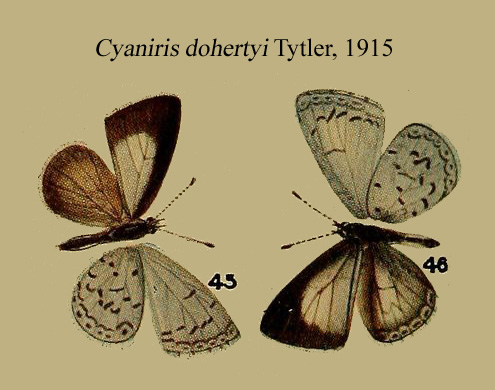